# Giuseppe Antonio Zacchia Rondinini

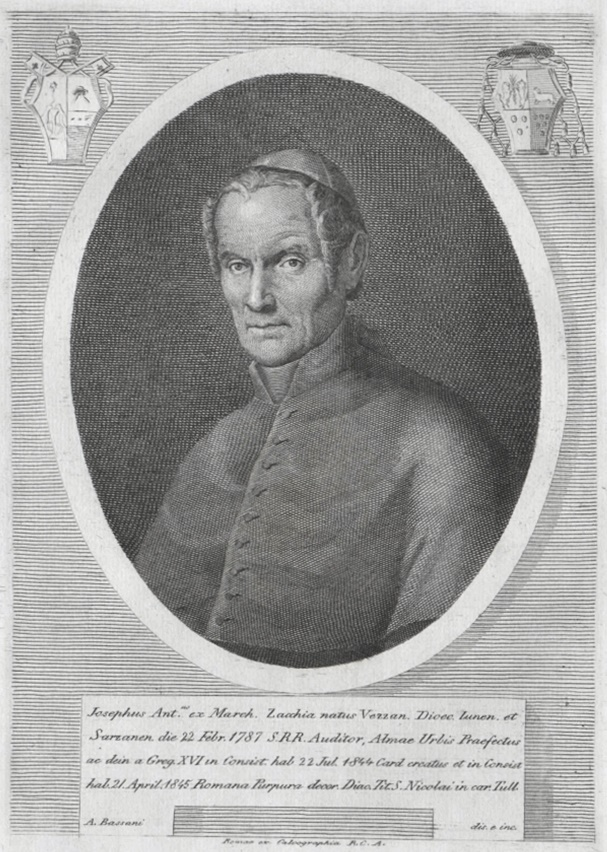
Giuseppe Antonio Kardinal Zacchia Rondinini

Giuseppe Antonio Zacchia Rondinini (* 22. Februar 1787 in Vezzano; † 26. November 1845 in Rom) war ein Kardinal der Römischen Kirche.

## Leben
Er war der vierte Sohn des Francesco Zacchia und ein entfernter Verwandter der Kardinäle Paolo Emilio Zacchia, Laudivio Zaccia und Paolo Emilio Rondinini. Seine Ausbildung erfuhr er am Collegio von Lucca, bevor er an der Universität La Sapienza in Rom studierte und seine Studien 1810 mit einem Doktorgrad in Philosophie abschloss.
Er wurde am 20. Juli 1841 zum Subdiakon geweiht und empfing am 25. Juli 1841 die Diakonenweihe. Die Priesterweihe für das Bistum Rom spendete ihm am 26. Juli 1841 Kardinal Giacomo Luigi Brignole Zacchia Rondinini war Gouverneur der Stadt Rom, Vize-Camerlengo der Heiligen Römischen Kirche und vom 25. Januar 1842 bis zum 21. April 1845 Generaldirektor der Päpstlichen Gendarmerie.
Papst Gregor XVI. ernannte ihn im Juli 1844 in pectore zum Kardinaldiakon, was am 21. April 1845 publiziert wurde. Als Titeldiakonie erhielt er San Nicola in Carcere zugewiesen.
Zacchia Rondinini starb in Rom und wurde in der Kirche San Marcello aufgebahrt, wo am 1. Dezember 1845 die Begräbnisfeier stattfand. Er wurde in seiner Diakonatskirche San Nicola in Carcere beigesetzt.